# Nový Pávov
Nový Pávov je základní sídelní jednotka města Jihlava v okrese Jihlava. Má výměru 156 ha. Nachází se zde autokempink.

## Historie
Byl založen roku 1731 severně od starého Pávova na hrázi Pávovského rybníka pod německým názvem Neu Pfauendorf.

## Obyvatelstvo
Roku 1941 zde 17 domech žilo 106 obyvatel, při sčítání obyvatel roku 1930 se zde nacházelo 31 domů a hlášeno bylo 176 osob. V roce 1991 a 2001 zde nikdo neměl trvalý pobyt a v roce 2011 zde žilo 218 obyvatel.

## Poloha
Nachází se v severní části města. Sousedí se Stříteží, Červeným Křížem, Pávovem a Zbornou.